# Yuyao
Yuyao (余姚市S) è un distretto della Cina, situato nella provincia dello Zhejiang.